# Dubbelteckning
Dubbelteckning eller dubbelskrivning avser inom grammatiken att skriva samma bokstav två gånger på raken.
Motsatsen är enkelteckning.

## Dubbelkonsonant
Dubbeltecknad konsonant, även kallad dubbelkonsonant, används bland annat för kort vokal i svensk grammatik, där den markerar föregående vokal som kort.
I flera språk används dubbelkonsonant även för lång konsonant, fonetiskt konsonantljud av längre karaktär.

## Dubbelvokal
Dubbeltecknad vokal, även kallad dubbelvokal, används bland annat för lång vokal i vissa språk. Vissa språk har vissa dubbelvokaler som särregel, exempelvis holländska, som har ee (dubbel-e) för långt e, eller danska, som tidigare haft aa (dubbel-a) för å. Dubbelvokal har tidigare funnits för lång vokal i medeltidssvenskan.